# Larissa: O Outro Lado de Anitta
Larissa: O Outro Lado de Anitta é um documentário brasileiro produzido pela Ginga Pictures e distribuído pela Netflix, que estreou em 06 de março de 2025 no streaming. Dirigido por João Wainer e Pedro Cantelmo, com roteiro de Maria Ribeiro, o filme oferece um olhar íntimo e inédito sobre a vida de Larissa de Macedo Machado, a mulher por trás da estrela pop internacional Anitta.

## Enredo
O documentário explora as diferentes camadas de Anitta, apresentando não apenas a artista irreverente e poderosa que conquistou o mundo, mas também os desafios, dilemas e vulnerabilidades de Larissa de Macedo Machado. A narrativa é conduzida a partir da perspectiva de um antigo crush da juventude de Larissa, que agora tem a missão de ajudar a desvendar sua verdadeira essência. Além do lado mais pessoal da artista, o documentário também celebra momentos icônicos de sua carreira, como: Os bastidores do Carnaval do Rio de Janeiro, Conquistas em premiações internacionais, A chegada ao topo das paradas globais com a música Envolver, Sua histórica apresentação no festival Coachella.

## Elenco
- Anitta
- Pedro Cantelmo
- Mauro Machado
- Miriam Macedo
- Renan Macedo
- Pedro Sampaio
- Rebeca León

## Recepção e audiência
Após sua estreia em 6 de março de 2025, o documentário "Larissa: O Outro Lado de Anitta" alcançou 2,5 milhões de visualizações nos primeiros quatro dias, totalizando 1,5 milhão de horas assistidas no período. O filme estreou no Top 3 da Netflix Brasil, liderou as paradas em Portugal e entrou para o Top 10 mundial da plataforma entre as produções em língua não inglesa na semana de estreia.